# Ted Gunderson
Pour les articles homonymes, voir Gunderson.
Theodore L. Gunderson, né le 7 novembre 1928 et mort le 31 juillet 2011, est un agent du FBI et responsable du bureau de Los Angeles. Il est surtout connu pour s'être occupé de l'affaire Marilyn Monroe ainsi que de l'affaire Kennedy,. Il est aussi l'auteur du livre à succès How to Locate Anyone Anywhere.

## Biographie
Ted Gunderson naquit à Colorado Springs. Il fut diplômé de l'université du Nebraska en 1950. Gunderson rejoignit le Federal Bureau of Investigation en décembre 1951 sous J. Edgar Hoover. Il servit dans les bureaux de Mobile, Knoxville, New York, et Albuquerque. Il a occupé des postes comme assistant-agent spécial à New Haven ainsi qu'à Philadelphie. En 1973 il dirigea le bureau du FBI de Memphis puis celui de Dallas en 1975. Ted Gunderson fut nommé à la tête du FBI de Los Angeles en 1977. En 1979, il fut l'un des rares envisagé au poste de directeur du FBI, qui revint finalement à William H. Webster. Il prit sa retraite du FBI cette année-là, mais continua d'officier comme détective privé.
En 1980, il enquêta pour la défense de Jeffrey R. MacDonald (en), médecin et ancien béret vert, condamné en 1970 pour le meurtre de sa femme enceinte et de ses deux filles. Gunderson obtient une déclaration écrite sous serment de Helena Stoeckley avouant sa participation aux meurtres et affirmant qu'ils avaient été commis par un culte satanique dont elle était membre.
En 1990, lors de l'affaire de l'établissement préscolaire McMartin, il procède à l'excavation du site et affirme avoir découvert des tunnels remblayés, ce qui confirmerait des témoignages des enfants. Il enquête aussi sur le cas du docteur Jeffrey R. MacDonald, lié à l'établissement. Fort de son expérience au sein du FBI, il s'intéresse à l'étouffement du scandale Franklin au Nebraska, l'affaire de l'attentat du World Trade Center de 1993, l'affaire de l'attentat d'Oklahoma City, l'affaire Inslaw/Octopus et la mort de Danny Casolaro (en), ainsi que d'autres affaires criminelles comme l’implication du FBI et d'autres agences du renseignement américain dans le phénomène du gang-stalking dont les preuves se trouvent collectées dans les fichiers en relation avec le programme Echelon, le Carnivore System, le Tempest Systems et dans le Naurus systems.

## Œuvres
- How to Locate Anyone Anywhere Without Leaving Home. Dutton, 1989  (ISBN 978-0-525-24746-3).
- McMartin Scientific Report, 1993.

## Filmographie
- Satanism & the C.I.A.'s International Trafficking in Children, conférence, 1987.